# Rhotana pellax
Rhotana pellax är en insektsart som beskrevs av Ronald Gordon Fennah. Rhotana pellax ingår i släktet Rhotana och familjen Derbidae. Inga underarter finns listade i Catalogue of Life.